# غاري ستيفنز (سياسي)
غاري ستيفنز (بالإنجليزية: Gary Stevens)‏ هو سياسي أمريكي، ولد في 21 أغسطس 1941 في الولايات المتحدة. حزبياً، نشط في الحزب الجمهوري. وقد انتخب عضو مجلس ولاية ألاسكا.